# Protipapež Konstantin II.
Konstantin II. , protipapež Rimskokatoliške cerkve; * okrog 710 Nepi (Lacij, Papeška država);  † okrog 770, Nepi (Papeška država; Frankovsko kraljestvo). 

## Življenjepis
Leto in mesec dni je bilo potrebno, da so se zadeve okrog sedeža  svetega Petra  tolikanj umirile, da je bilo mogoče izvoliti papeža po zakoniti poti. V tem času sta vladala dva protipapeža: enega so nastavile rimske milice, drugega pa Langobardi.

## Dva protipapeža
Po smrti Pavla I. se je vnela okrog papeškega prestola hujša bitka kot pri prejšnjih papeških volitvah. Nepijski knez Toto je s pomočjo oboroženih kmetov zasedel Lateran in razglasil za papeža svojeg brata Konstantina, ki je bil še laik. Palestrinskega, albanskega in portoškega škofa je prisilil, da so mu v nekaj dneh podelili vse redove, ne upoštevajoč potrebnih časovnih razmikov. Rimljani pa ga niso hoteli priznati; zategadelj se je pritožil pri Pipinu kot rimskemu patriciju in mu obenem pisno sporočil, da na vzhodu v Bizancu ne preganjajo češčenja svetih podob. Frankovskega kralja mu ni uspelo prepričati, užaljeni Rimljani pa so ga dali oslepiti, mu odvzeli papeško in škofovsko čast. Njegov naslednik Štefan III. (IV.) je 769 sklical Lateransko sinodo, kjer so ga zasliševali, izobčili, mu odvzeli znamenja papeštva ter ga poslati v samostan, kjer je tudi umrl; Tota pa so v uličnih neredih umorili. Tako se je končalo kratko Konstantinovo vladanje. Sledil mu je protipapež Filip (768), ki pa je vladal en sam dan.
Konstantin II. je sicer imel nekaj privržencev, vendar so jih nasprotniki s silo onemogočili.

## Smrt
Protipapež Konstantin II. je umrl neznano kdaj, nekako okrog leta 770, v samostanu v Nepiju ali njegovi bližini, kamor je bil izgnan.